# Adrijana Lekaj
Adrijana Lekaj (* 29. Juni 1995 in Karlovac) ist eine kroatisch-kosovarische Tennisspielerin.

## Karriere
Lekaj begann mit sieben Jahren mit dem Tennisspielen und bevorzugt Hartplätze. Sie spielt vor allem auf der ITF Women’s World Tennis Tour, wo sie zwei Einzel- und acht Doppeltitel gewinnen konnte.
2012 trat sie erstmals in Wimbledon bei einem Grand-Slam an. Im Juniorinnendoppel schied sie aber mit Partnerin Storm Hunter bereits in der ersten Runde nach einer 1:6- und 2:6-Niederlage gegen Françoise Abanda und Sachia Vickery aus. Bei den US Open 2012 gewann sie im Juniorinneneinzel die erste Runde gegen Domenica Gonzalez mit 1:6, 7:5 und 6:3, verlor aber dann in der zweiten Runde gegen Sachia Vickery mit 3:6 und 4:6. Im Juniorinnendoppel gewann sie mit Partnerin Ana Konjuh die erste Runde gegen die Paarung Warwara Flink und Mayar Sherif mit 6:3 und 6:3, im Achtelfinale verloren die beiden aber dann gegen Camilla Rosatello und İpek Soylu mit 3:6 und 3:6.
2013 trat die bei den Australian Open im Juniorinneneinzel an, wo sie nach zwei Dreisatz-Siegen gegen Aldila Sutjiadi und Ivana Jorović erst im Achtelfinale gegen Kateřina Siniaková mit 0:6 und 3:6 verlor. Im Juniorinnendoppel unterlag sie mit Partnerin Aldila Sutjiadi bereits in der ersten Runde gegen die Paarung Ilka Csoregi und Ivana Jorović mit 2:6 und 1:6. Bei den French Open verlor sie im Juniorinneneinzel bereits in der ersten Runde gegen Katy Dunne mit 2:6 und 2:6. Im Juniorinnendoppel erreichte sie mit Partnerin Viktoriya Lushkova mit Siegen über Océane Dodin und Théo Gravouil sowie Christina Makarova und Sandra Samir das Viertelfinale, wo die beiden gegen Alice Matteucci und Nina Stojanović mit 2:6 und 6:76 verloren. Im Juli verlor sie mit Partnerin Alena Tarassowa beim ITS Cup 2013 bereits in der ersten Runde gegen die topgesetzte Paarung Renata Voráčová und Barbora Strýcová mit 4:6, 6:3 und [6:10] im Damendoppel. In Wimbledon scheiterte sie im Juniorinneneinzel bereits in der ersten Runde gegen Katie Boulter mit 3:6 und 3:6., wie auch im Juniorinnendoppel mit Partnerin Victoria Rodríguez gegen die Paarung Domenica Gonzalez und Carol Zhao mit 4:6, 6:3 und 1:6.
2015 konnte sie im Mai bei den Wiesbaden Tennis Open als Qualifikantin in der ersten Runde die topgesetzte Anett Kontaveit klar mit 6:2 und 6:1 schlagen, verlor aber dann in der zweiten Runde gegen Tara Moore, die sich ebenfalls als Qualifikantin ins Hauptfeld spielen konnte, mit 0:6 und 3:6. Bei den in der darauffolgenden Woche ausgetragenen Empire Slovak Open 2015 konnte sie sich ebenfalls für das Hauptfeld im Dameneinzel qualifizieren, verlor aber dann bereits in der ersten Runde gegen Julija Bejhelsymer mit 6:76 und 1:6.
In der deutschen 2. Bundesliga der Damen trat sie 2016 und 2017 für den BASF TC Ludwigshafen an.
Adrijana Lekaj war Mitglied der kroatischen U16- und U18-Nationalmannschaft und gewann die nationalen kroatischen Meisterschaften der U16.
2021 gab Lekaj ihren Einstand für die kosovarische Billie-Jean-King-Cup-Mannschaft. Von Ihren mittlerweile 17 Matches in 12 Begegnungen in konnte sie fünf von 11 Einzel und drei von sechs Doppel gewinnen.

## College Tennis
2016 bis 2019 spielte Lekaj für die Damentennismannschaft der Waves der Pepperdine University. Bei den ITA Masters verlor sie 2018 das Finale im Mixed mit Partner Nicolas Moreno de Alboran kampflos gegen Yuya Itō und Lisa-Marie Rioux.

## Turniersiege

### Einzel
| Nr. | Datum         | Turnier             | Kategorie   | Belag     | Finalgegnerin     | Ergebnis       |
| --- | ------------- | ------------------- | ----------- | --------- | ----------------- | -------------- |
| 1.  | 3. März 2013  | Scharm asch-Schaich | ITF $10.000 | Hartplatz | Vanesa Furlanetto | 4:6, 7:68, 6:1 |
| 2.  | 28. Juli 2013 | Bad Waltersdorf     | ITF $10.000 | Sand      | Yvonne Neuwirth   | 6:2, 6:4       |

### Doppel
| Nr. | Datum              | Turnier    | Kategorie   | Belag             | Partnerin          | Finalgegnerinnen                     | Ergebnis          |
| --- | ------------------ | ---------- | ----------- | ----------------- | ------------------ | ------------------------------------ | ----------------- |
| 1.  | 13. September 2013 | Lleida     | ITF $10.000 | Sand              | Alena Tarassowa    | Tatiana Bua Lucia Cervera-Vazquez    | 6:3, 6:4          |
| 2.  | 6. Juni 2014       | Budapest   | ITF $10.000 | Sand              | Sofia Blanco       | Zuzana Luknárová Jewgenija Paschkowa | 7:65, 6:3         |
| 3.  | 22. August 2014    | Vinkovci   | ITF $10.000 | Sand              | Jana Fett          | Lilla Barzó Ágnes Bukta              | 6:3, 7:5          |
| 4.  | 29. August 2014    | Pörtschach | ITF $10.000 | Sand              | Silvia Njirić      | Zuzana Luknárová Karin Morgošová     | 6:1, 6:75, [10:4] |
| 5.  | 26. Dezember 2014  | Istanbul   | ITF $10.000 | Hartplatz (Halle) | Jana Fett          | Ayla Aksu İpek Soylu                 | 6:3, 6:4          |
| 6.  | 6. September 2015  | Bol        | ITF $10.000 | Sand              | Silvia Njirić      | Anna Bondár Rebeka Stolmár           | 6:4, 7:5          |
| 7.  | 11. Dezember 2015  | Ortisei    | ITF $10.000 | Hartplatz (Halle) | Deborah Chiesa     | Chiara Grimm Nina Stadler            | 6:1, 6:3          |
| 8.  | 15. Juni 2018      | Maribor    | ITF $15.000 | Sand              | Michaela Bayerlová | Irina Ramialison Constance Sibille   | 7:62, 7:5         |

## Persönliches
Adrijana ist die Tochter von Jozef und Marija Lekaj und hat zwei Schwestern Dorontina und Marcela.